# 大信田ルイ
大信田 ルイ（おおしだ るい、1972年8月10日 - ）は、東京都出身の元ストリッパーである。新宿TSミュージック所属。
1993年12月24日新宿TSミュージックにてデビュー。 
2006年6月10日引退。